# Englische Badmintonmeisterschaft 1990
Die Englische Badmintonmeisterschaft 1990 fand bereits vom 16. bis zum 19. Dezember 1989 im Crawley L.C. in Crawley statt. Es war die 27. Austragung der nationalen Titelkämpfe von England im Badminton.

## Titelträger
| Disziplin    | Gold                         | Silber                      |
| ------------ | ---------------------------- | --------------------------- |
| Herreneinzel | Darren Hall                  | Steve Baddeley              |
| Dameneinzel  | Fiona Smith                  | Helen Troke                 |
| Herrendoppel | Andy Goode Mike Brown        | Andrew Fairhurst Chris Hunt |
| Damendoppel  | Gillian Clark Gillian Gowers | Karen Chapman Sara Sankey   |
| Mixed        | Andy Goode Gillian Clark     | Mike Brown Jillian Wallwork |